# Tony Ferguson
Pour les articles homonymes, voir Ferguson.
 (juin 2024).
La mise en forme du texte ne suit pas les recommandations de Wikipédia : il faut le « wikifier ».
Les points d'amélioration suivants sont les cas les plus fréquents. Le détail des points à revoir est peut-être précisé sur la page de discussion.
- Les titres sont pré-formatés par le logiciel. Ils ne sont ni en capitales, ni en gras.
- Le texte ne doit pas être écrit en capitales (les noms de famille non plus), ni en gras, ni en italique, ni en « petit »…
- Le gras n'est utilisé que pour surligner le titre de l'article dans l'introduction, une seule fois.
- L'italique est rarement utilisé : mots en langue étrangère, titres d'œuvres, noms de bateaux, etc.
- Les citations ne sont pas en italique mais en corps de texte normal. Elles sont entourées par des guillemets français : « et ».
- Les listes à puces sont à éviter, des paragraphes rédigés étant largement préférés. Les tableaux sont à réserver à la présentation de données structurées (résultats, etc.).
- Les appels de note de bas de page (petits chiffres en exposant, introduits par l'outil «  Source ») sont à placer entre la fin de phrase et le point final[comme ça].
- Les liens internes (vers d'autres articles de Wikipédia) sont à choisir avec parcimonie. Créez des liens vers des articles approfondissant le sujet. Les termes génériques sans rapport avec le sujet sont à éviter, ainsi que les répétitions de liens vers un même terme.
- Les liens externes sont à placer uniquement dans une section « Liens externes », à la fin de l'article. Ces liens sont à choisir avec parcimonie suivant les règles définies. Si un lien sert de source à l'article, son insertion dans le texte est à faire par les notes de bas de page.
- La présentation des références doit suivre les conventions bibliographiques. Il est recommandé d'utiliser les modèles {{Ouvrage}}, {{Chapitre}}, {{Article}}, {{Lien web}} et/ou {{Bibliographie}}. Le mode d'édition visuel peut mettre en forme automatiquement les références.
- Insérer une infobox (cadre d'informations à droite) n'est pas obligatoire pour parachever la mise en page.

Pour une aide détaillée, merci de consulter Aide:Wikification.
Si vous pensez que ces points ont été résolus, vous pouvez retirer ce bandeau et améliorer la mise en forme d'un autre article.
Anthony Armand Ferguson Padilla, né le 12 février 1984 à Oxnard (États-Unis), est un combattant professionnel américain d'arts martiaux mixtes (MMA) qui combat actuellement à la division des poids légers de l'Ultimate Fighting Championship (UFC), dans laquelle il est ancien champion intérimaire des poids légers UFC. Professionnel depuis 2008, Ferguson fait partie de l'UFC depuis qu'il a remporté l'Ultimate Fighter 13.
Ayant[Quand ?] le deuxième plus grand nombre de victoires consécutives de l'histoire des poids légers de l'UFC (avec 12, derrière Khabib Nurmagomedov, qui en a 13[réf. nécessaire]). Ferguson est largement considéré par les experts comme l'un des meilleurs poids légers de l'histoire de l'UFC,. Il a également la plus longue série de défaites consécutives à l'UFC (7), à égalité avec B.J. Penn.

## Jeunesse
Ferguson naît le 12 février 1984 à Oxnard, en Californie, mais grandit principalement à Muskegon, dans le Michigan. Il est d'origine mexicaine. Son nom de famille, Ferguson, vient de son beau-père écossais américain.
Ferguson était un athlète de trois sports au Muskegon Catholic Central High School dans les domaines du football, du baseball et de la lutte. Il était le défenseur partant des champions de football de la division 8 en 2000 et a été sélectionné trois fois en All-State en lutte, remportant la division de 152 lb en 2002. 
Après le lycée, Ferguson s'est inscrit à l'université du Centre du Michigan avant de passer à l'université d'État de Grand Valley. Il a également fait un séjour au Muskegon Community College. Il n'a pas obtenu son diplôme, mais a connu une brillante carrière dans la lutte universitaire, remportant le championnat national de lutte 2006 de la National Collegiate Wrestling Association dans la division des 165 lb.
Après ses études, Ferguson est retourné en Californie pour se rapprocher de sa famille élargie. Il a travaillé dans les domaines du marketing et des ventes pendant la journée et a repris des postes de barman la nuit. Un soir, alors qu’il travaillait dans un bar, un client lui a parlé de ses antécédents en matière de lutte et l’a invité à travailler avec de jeunes artistes martiaux mixtes pour la lutte. Peu de temps après, il a décidé de poursuivre une carrière professionnelle dans les arts martiaux mixtes (MMA).

## Carrière en arts martiaux mixtes

### Début de carrière
Ferguson commence sa carrière professionnelle en arts martiaux mixtes dans des petites organisations autour de la Californie en 2007. Parmi les matchs marquants de son début de carrière, on compte une victoire sur le champion de kickboxing Joe Schilling et une défaite contre le futur combattant du WEC, Karen Darabedyan . 

### Le combattant ultime
Ferguson a posé sa candidature pour exactement participer plusieurs fois à la série de téléréalité de l'UFC "The Ultimate Fighter". En 2010, il a finalement été accepté pour participer à la saison 13 de la série après avoir amassé un record professionnel de 10-2 et remporté le championnat des poids mi-moyens dans PureCombat. Il a concouru comme poids welter sur The Ultimate Fighter: Team Lesnar vs. Équipe dos Santos . 
Ferguson a été choisi comme troisième choix pour l'équipe Lesnar. Dans son premier combat, Ferguson a vaincu Justin Edwards par KO au premier tour. Il affronta ensuite Ryan McGillivray en quarts de finale et fut remporté par un TKO au premier tour. Il a ensuite affronté Chuck O'Neil en demi-finale et remporté par TKO au troisième tour pour se qualifier pour la finale.

## Palmarès en arts martiaux mixtes
| 36 combats     | 25 victoires | 11 défaites |
| Par KO         | 12           | 2           |
| Par soumission | 8            | 4           |
| Sur décision   | 5            | 5           |

| Résultat | Record | Adversaire       | Méthode                                 | Événement                             | Date              | Round | Temps | Lieu                              | Notes                                                  |
| -------- | ------ | ---------------- | --------------------------------------- | ------------------------------------- | ----------------- | ----- | ----- | --------------------------------- | ------------------------------------------------------ |
| Défaite  | 25-11  | Michael Chiesa   | Soumission (étranglement arrière)       | UFC on ABC: Sandhagen vs Nurmagomedov | 3 août 2024       | 1     | 3:44  | Abou Dhabi, Émirats arabes unis   |                                                        |
| Défaite  | 25-10  | Paddy Pimblett   | Décision unanime                        | UFC 296                               | 16 décembre 2023  | 3     | 5:00  | Las Vegas, Nevada, États-Unis     |                                                        |
| Défaite  | 25-9   | Bobby Green      | Soumission (étranglement bras-tête)     | UFC 291                               | 29 juillet 2023   | 3     | 4:54  | Salt Lake City, Utah, États-Unis  |                                                        |
| Défaite  | 25-8   | Nate Diaz        | Soumission (étranglement en guillotine) | UFC 279                               | 10 septembre 2022 | 4     | 2:52  | Las Vegas, Nevada, États-Unis     |                                                        |
| Défaite  | 25-7   | Michael Chandler | KO (front kick à la tête)               | UFC 274                               | 7 mai 2022        | 2     | 0:17  | Phoenix, Arizona, États-Unis.     |                                                        |
| Défaite  | 25-6   | Beneil Dariush   | Décision unanime                        | UFC 262                               | 15 mai 2021       | 3     | 5:00  | Houston, Texas, États-Unis        |                                                        |
| Défaite  | 25-5   | Charles Oliveira | Décision unanime                        | UFC 255                               | 12 décembre 2020  | 3     | 5:00  | Las Vegas, Nevada, États-Unis     |                                                        |
| Défaite  | 25-4   | Justin Gaethje   | TKO (coups de poing)                    | UFC 249                               | 9 mai 2020        | 5     | 3:39  | Jacksonville, Floride, États-Unis | Pour la ceinture intérimaire des poids légers de l'UFC |